# Fulmodeston
Fulmodeston är en ort och civil parish i Storbritannien.   Den ligger i grevskapet Norfolk och riksdelen England, i den sydöstra delen av landet, 160 km nordost om huvudstaden London. Fulmodeston ligger 66 meter över havet och antalet invånare är 431.
Terrängen runt Fulmodeston är platt. Runt Fulmodeston är det ganska tätbefolkat, med 116 invånare per kvadratkilometer. Närmaste större samhälle är East Dereham, 17,3 km söder om Fulmodeston. Trakten runt Fulmodeston består till största delen av jordbruksmark.